# Edmund Beaufort, II duca di Somerset
Edmund Beaufort (1406 – St Albans, 22 maggio 1455) fu un comandante militare inglese, quarto duca di Somerset e primo conte di Dorset.

## Biografia
Era il quinto figlio (il quarto maschio) di John Beaufort, I conte di Somerset, e di Margaret Holland. Entrambi i genitori erano imparentati con la famiglia Lancaster.
Nel 1410 rimase orfano del padre ed il titolo passò al primogenito Henry e poi, alla sua morte, al secondogenito John Beaufort, I duca di Somerset la cui influenza politica e militare causò la rivalità tra i Beaufort e gli York. John morì nel 1445 senza eredi maschi lasciando così il ducato al fratello minore Edmund.
Nonostante appartenesse ad una delle famiglie più potenti d'Inghilterra il patrimonio di Edmund ammontava a 300 sterline. Al contrario il suo rivale Riccardo di York aveva un patrimonio netto di 5800 sterline. Lo sforzo del cugino Enrico VI d'Inghilterra di compensare Somerset con una carica valente 3000 sterline causò solo il malcontento di molti nobili ed accrebbe la rivalità degli York. Un altro contrasto tra Edmund e Richard Neville, XVI conte di Warwick inerente alla signoria di Glamorgan e Morgannwg portò il giovane Neville a passare dalla parte di York.
I fratelli di Edmund furono fatti prigionieri durante la battaglia di Baugé nel 1421, ma Edmund era troppo giovane al tempo dei fatti. Egli acquisì molta esperienza militare mentre i fratelli erano in prigionia.
Divenne comandante nell'esercito inglese nel 1431. Dopo la presa di Harfleur egli fu nominato cavaliere dell'Ordine della Giarrettiera nel 1436. Dopo i seguenti successi fu creato Conte di Dorset (1442) e l'anno dopo marchese di Dorset.
Durante i cinque anni di tregua dal 1444 al 1449 ricoprì l'incarico di Luogotenente di Francia. Nel marzo 1448 venne creato duca di Somerset.
Nel 1448, Somerset fu incaricato di sostituire York come comandante in Francia, dove i combattimenti iniziarono nell'agosto 1449 in Normandia. I successivi fallimenti militari riportati da Edmund lo lasciarono vulnerabile nei confronti delle critiche degli York. Non riuscì a respingere gli attacchi francesi e molti possedimenti inglesi in Francia vennero persi. La battaglia di Castillon chiuse la guerra dei cent'anni.
Somerset rimase col suo incarico fino a quando il re impazzì e York venne nominato Lord protettore. Somerset venne quindi imprigionato nella Torre di Londra e la sua vita gli venne risparmiata solo grazie ad un apparente recupero del re nel 1454, che spinse York a cedere il suo incarico.
Ormai York era determinato a deporre Somerset in un modo o nell'altro e nel maggio 1455 egli radunò un esercito. Si confrontò con Somerset e il re in uno scontro conosciuto come prima battaglia di St Albans che segnò l'inizio della guerra delle due rose. Edmund rimase ucciso nel conflitto.

## Matrimonio e discendenza
Edmund si sposò prima del 1436 [probabilmente nel 1425] con Lady Eleanor Beauchamp, vedova di Thomas de Ros e figlia di Richard de Beauchamp.
Il loro matrimonio avvenne senza licenza e fu poi graziato il 7 marzo 1438.
Dall'unione nacquero dieci figli:
- Eleanor Beaufort, contessa di Ormonde, sposò prima James Butler, V conte di Ormond e poi Sir Robert Spencer[2];
- Elizabeth Beaufort (morta prima del 1472), sposò Sir Henry FitzLewis[2];
- Henry Beaufort, III duca di Somerset (1436-1464)[3];
- Margaret Beaufort, contessa di Stafford (1427-1474), sposò prima Humphrey, conte di Stafford e poi Sir Richard Darell[3];
- Edmund Beaufort, IV duca di Somerset (c. 1439 - 4 maggio 1471)[3];
- Anne Beaufort (c. 1453 - c. 1496), sposò Sir William Paston[2];
- John Beaufort, marchese di Dorset (c. 1455 - 4 maggio 1471)[3];
- Lady Joan Beaufort (?-11 agosto 1518), sposò prima Robert St Lawrence, terzo Barone Howth e poiSir Richard Fry[3];
- Thomas Beaufort (c. 1455-c. 1463)[3];
- Mary Beaufort (nato tra il 1431 e il 1455)[3].

## Ascendenza
|                                            |                                 |                                       | Genitori                                    |  |  | Nonni |  |  | Bisnonni                  |  |  | Trisnonni                |  |
|                                            |                                 |                                       |                                             |  |  |       |  |  | Edoardo III d'Inghilterra |  |  | Edoardo II d'Inghilterra |  |
|                                            |                                 |                                       |                                             |  |  |       |  |  | Edoardo III d'Inghilterra |  |  | Edoardo II d'Inghilterra |  |
|                                            |                                 | Isabella di Francia                   |                                             |  |  |       |  |  | Edoardo III d'Inghilterra |  |  |                          |  |
| Giovanni Plantageneto, I duca di Lancaster |                                 |                                       |                                             |  |  |       |  |  | Edoardo III d'Inghilterra |  |  |                          |  |
|                                            |                                 | Filippa di Hainaut                    | Guglielmo I di Hainaut                      |  |  |       |  |  |                           |  |  |                          |  |
|                                            |                                 | Filippa di Hainaut                    | Guglielmo I di Hainaut                      |  |  |       |  |  |                           |  |  |                          |  |
|                                            |                                 | Filippa di Hainaut                    | Giovanna di Valois                          |  |  |       |  |  |                           |  |  |                          |  |
| John Beaufort, I conte di Somerset         |                                 | Filippa di Hainaut                    |                                             |  |  |       |  |  |                           |  |  |                          |  |
|                                            |                                 | Payne De Roet                         | …                                           |  |  |       |  |  |                           |  |  |                          |  |
|                                            |                                 | Payne De Roet                         | …                                           |  |  |       |  |  |                           |  |  |                          |  |
|                                            |                                 | Payne De Roet                         | …                                           |  |  |       |  |  |                           |  |  |                          |  |
| Katherine Swynford                         |                                 | Payne De Roet                         |                                             |  |  |       |  |  |                           |  |  |                          |  |
|                                            |                                 | …                                     | …                                           |  |  |       |  |  |                           |  |  |                          |  |
|                                            |                                 | …                                     | …                                           |  |  |       |  |  |                           |  |  |                          |  |
|                                            |                                 | …                                     | …                                           |  |  |       |  |  |                           |  |  |                          |  |
| Edmund Beaufort                            |                                 | …                                     |                                             |  |  |       |  |  |                           |  |  |                          |  |
|                                            | Thomas Holland, I conte di Kent | Robert de Holland, I barone di Holand |                                             |  |  |       |  |  |                           |  |  |                          |  |
|                                            | Thomas Holland, I conte di Kent | Robert de Holland, I barone di Holand |                                             |  |  |       |  |  |                           |  |  |                          |  |
|                                            | Thomas Holland, I conte di Kent | Maud la Zouche                        |                                             |  |  |       |  |  |                           |  |  |                          |  |
| Thomas Holland, II conte di Kent           | Thomas Holland, I conte di Kent |                                       |                                             |  |  |       |  |  |                           |  |  |                          |  |
|                                            |                                 | Giovanna di Kent                      | Edmondo Plantageneto, I conte di Kent       |  |  |       |  |  |                           |  |  |                          |  |
|                                            |                                 | Giovanna di Kent                      | Edmondo Plantageneto, I conte di Kent       |  |  |       |  |  |                           |  |  |                          |  |
|                                            |                                 | Giovanna di Kent                      | Margaret Wake                               |  |  |       |  |  |                           |  |  |                          |  |
| Margaret Holland                           |                                 | Giovanna di Kent                      |                                             |  |  |       |  |  |                           |  |  |                          |  |
|                                            |                                 | Richard FitzAlan, X conte di Arundel  | Edmund FitzAlan, IX conte di Arundel        |  |  |       |  |  |                           |  |  |                          |  |
|                                            |                                 | Richard FitzAlan, X conte di Arundel  | Edmund FitzAlan, IX conte di Arundel        |  |  |       |  |  |                           |  |  |                          |  |
|                                            |                                 | Richard FitzAlan, X conte di Arundel  | Alice de Warenne                            |  |  |       |  |  |                           |  |  |                          |  |
| Alice FitzAlan                             |                                 | Richard FitzAlan, X conte di Arundel  |                                             |  |  |       |  |  |                           |  |  |                          |  |
|                                            |                                 | Eleonora di Lancaster                 | Enrico Plantageneto, III conte di Lancaster |  |  |       |  |  |                           |  |  |                          |  |
|                                            |                                 | Eleonora di Lancaster                 | Enrico Plantageneto, III conte di Lancaster |  |  |       |  |  |                           |  |  |                          |  |
|                                            |                                 | Eleonora di Lancaster                 | Maud Chaworth                               |  |  |       |  |  |                           |  |  |                          |  |
|                                            |                                 | Eleonora di Lancaster                 |                                             |  |  |       |  |  |                           |  |  |                          |  |